# Борувек (Лодзинське воєводство)
Борувек (пол. Borówek) — село в Польщі, у гміні Беляви Ловицького повіту Лодзинського воєводства.
Населення — 267 осіб (2011).
У 1975—1998 роках село належало до Скерневицького воєводства.

## Демографія
Демографічна структура станом на 31 березня 2011 року:
|          | Загалом | Допрацездатний вік | Працездатний вік | Постпрацездатний вік |
| -------- | ------- | ------------------ | ---------------- | -------------------- |
| Чоловіки | 159     | 14                 | 115              | 30                   |
| Жінки    | 108     | 9                  | 65               | 34                   |
| Разом    | 267     | 23                 | 180              | 64                   |